# توماس أندرسون (لاعب كرة قدم)
توماس أندرسون (11 ديسمبر 1956 في السويد - ) هو لاعب كرة قدم سويدي في مركز الهجوم. لعب مع أيك سولنا ونادي بوخوم ونادي نوركوبنغ ونادي فيستيروس ‏ ونادي فاسالوندس.

## وصلات خارجية
- توماس أندرسون على موقع قاعدة بيانات كرة القدم.إي يو (الإنجليزية)
- توماس أندرسون على موقع بيانات كرة القدم. دي إي (الألمانية)